# Australolacerta australis
Australolacerta australis is een hagedis uit de familie echte hagedissen (Lacertidae).

## Naam en indeling
De wetenschappelijke naam van de hagedis werd voor het eerst voorgesteld door John Hewitt in 1926. Oorspronkelijk werd de wetenschappelijke naam Lacerta australis gebruikt. Het geslacht Australolacerta werd gedefinieerd door Edwin Nicholas Arnold in 1989. Lange tijd werd een tweede soort toegekend; Australolacerta rupicola. Deze soort wordt tegenwoordig echter tot het geslacht Vhembelacerta gerekend, waardoor Australolacerta een monotypische groep is.

## Uiterlijke kenmerken
De hagedis lijkt uiterlijk veel op de soort Vhembelacerta rupicola maar verschilt duidelijk in een aantal genetische kenmerken. De kopromplengte is ongeveer 5 tot 6,5 centimeter, maximaal 7 cm. De kop en rug zijn bruin tot groengrijs van kleur, op de bovenzijde zijn rijen kleine vlekjes aanwezig die lichter van kleur zijn. Op de rug zijn de vlekjes geel en aan de flanken hebben ze een witte kleur. Op de staart zijn onduidelijke lichtere vlekken aanwezig. De buikzijde is blauwgrijs en de keel is lichtgroen van kleur.

## Verspreiding en habitat
Deze hagedis komt voor in delen van Afrika en is endemisch in Zuid-Afrika. De hagedis heeft een klein verspreidingsgebied en is alleen aangetroffen op de Cedarberg in Kaapprovincie. De habitat bestaat uit rotsige omgevingen met een vegetatietype dat fynbos wordt genoemd. Over de biologie en levenswijze is vrijwel niets bekend.

## Beschermingsstatus
Door de internationale natuurbeschermingsorganisatie IUCN is de beschermingsstatus 'veilig' toegewezen (Least Concern of LC).